# Walking on a Dream
Singles de Empire of the Sun
We Are the People
Walking on a Dream (littéralement « Marchant sur un rêve ») est un single sorti en 2008 par le groupe de new wave australien Empire of the Sun.

## Formats et liste des pistes
CD single et iTunes EP
1. "Walking on a Dream" – 3:16
2. "Walking on a Dream" (Van She Tech Remix) – 3:46
3. "Walking on a Dream" (Hong Kong Blondes Remix) – 7:11
4. "Walking on a Dream" (Sam La More Remix Edit) – 3:36

UK 7" single
A. "Walking on a Dream" – 3:16
B. "Walking on a Dream" (Sam La More Remix Edit) – 3:36
iTunes exclusive single
1. "Walking on a Dream" (Sam La More 12" Remix) – 7:52

## Clip
Le clip, réalisé par Josh Logue, est tourné le long du Bund à Shanghai.

## Classements et certifications
| Classement (2009–2010)          | Meilleure position |
| ------------------------------- | ------------------ |
| Australie ARIA Charts           | 10                 |
| Belgique Ultratop 50 (Flandre)  | 8                  |
| BelgiqueUltratop 40 (Wallonie)  | 12                 |
| Pays-Bas Dutch Top 40           | 30                 |
| Europe Hot 100 Singles          | 89                 |
| Allemagne Media Control Charts  | 55                 |
| Hongrie Classement Airplay      | 36                 |
| Irlande Irish Singles Chart     | 8                  |
| Italie FIMI                     | 16                 |
| Japon Hot 100                   | 13                 |
| Nouvelle-Zélande RIANZ          | 14                 |
| Suède Sverigetopplistan         | 52                 |
| Suisse Swiss Music Charts       | 21                 |
| Royaume-Uni UK Singles Chart    | 64                 |
| États-Unis Hot Dance Club Songs | 18                 |

| Pays           | Certifications |
| -------------- | -------------- |
| Australie ARIA | 2 × Platine    |

| Classement (2009)           | Position |
| --------------------------- | -------- |
| Australie Classement single | 61       |
| Hongrie Classement single   | 156      |
| Italie Classement single    | 79       |
| Suisse Classement single    | 66       |

## Historique de sortie
| Pays        | Date            | Label                | Format                 |
| ----------- | --------------- | -------------------- | ---------------------- |
| Australie   | 30 août 2008    | Capitol Records, EMI | Téléchargement digital |
| Australie   | 18 octobre 2008 | Capitol Records, EMI | CD single              |
| Royaume-Uni | 16 février 2009 | Virgin Records       | 7" single              |
| Royaume-Uni | 6 juillet 2009  | Virgin Records       | CD single              |
| Allemagne   | 11 mars 2011    | Capitol Records, EMI | CD single              |